# Primero sueño

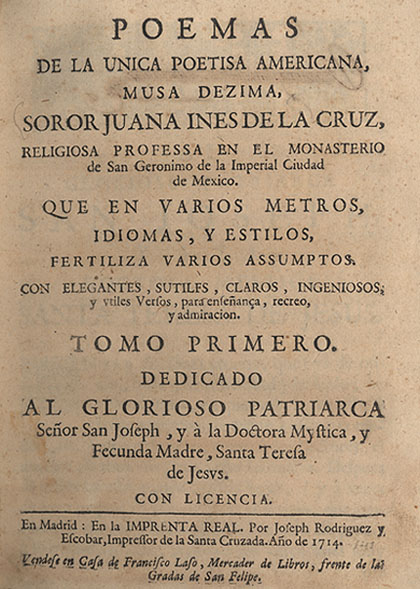
Una de las primeras ediciones de los poemas sorjuaninos, que incluye el Primero sueño. (Madrid, 1714).

El Primero sueño es el poema más importante de sor Juana Inés de la Cruz. De acuerdo al testimonio de la poeta, fue la única obra que escribió por gusto. Fue publicado en 1692, como parte del tomo segundo de las obras de la monja: Segundo volumen de las obras de sóror Juana Inés de la Cruz, monja profesa en el Monasterio del señor San Gerónimo de la imperial ciudad de México..., Sevilla, Tomás López de Haro, 1692.
Apareció editado con el título de Primero sueño. Como la titulación no es obra de sor Juana, parte de la crítica duda de la autenticidad del acierto del mismo, pero la misma autora pudo manifestar su desacuerdo y el hecho es que nunca lo hizo. En la Respuesta a Sor Filotea de la Cruz, sor Juana se refirió únicamente al Sueño. Como quiera que sea, y como la misma poetisa afirmaba, el título de la obra es un homenaje a Luis de Góngora y Argote y a sus dos Soledades.
Es el más largo de los poemas sorjuaninos —975 versos— y su tema es sencillo, aunque presentado con gran complejidad. Se trata, entre otros tópicos importantes (como la trascendencia humana, el conocimiento y el sentido del universo), un tema recurrente: el potencial intelectual del ser humano. Para transformar en poesía dicha temática acude a dos recursos literarios: en la apariencia propia del sueño, el alma abandona el cuerpo, a lo que otorga un marco poético llamado por algunos onírico.
Las fuentes literarias del Primero sueño son diversas: el Somnium Scipionis, de Cicerón; La locura de Hércules, de Séneca; el poema de Francisco de Trillo y Figueroa, Pintura de la noche desde un crepúsculo a otro; el Itinerario hacia Dios, de San Buenaventura y varias obras herméticas de Atanasio Kircher, a más de diversos autores neoplatónicos traducidos y difundidos desde Italia en las Obras de Marsilio Ficino, como Sinesio de Cirene, Porfirio, Plotino y las propias obras de los neoplatónicos renacentistas Ficino, Nicolás de Cusa y Pico de la Mirándola, así como diversos autores cristianos, entre los cuales se encuentran Agustín de Hipona, Tomás de Aquino, Gregorio de Nisa o Lactancio, por lo que respecta a los influjos filosófico-teológicos. La complejidad misma del poema vuelve necesario mencionar la intertextualidad con autores de la literatura emblemática y mitográfica, como los italianos Pierio Valeriano, Natal Conti y Vincenzo Cartari, así como el español Baltasar de Victoria, que proveen al Primero sueño de un relevante marco simbólico e iconográfico sin el cual toda interpretación de sus sentidos sería reducida y parcial.
El poema comienza con el anochecer del ser humano y el sueño de la naturaleza y del hombre. Luego se describen las funciones fisiológicas del ser humano y el fracaso del alma al intentar una intuición universal. Ante el fracaso, el alma recurre al método deductivo y alude excesivamente al conocimiento que posee la humanidad. Se mantiene el ansia de conocimiento, aunque se reconoce la escasa capacidad humana para comprender la creación. La parte final relata el despertar de los sentidos y el triunfo del Día sobre la Noche.

## Análisis

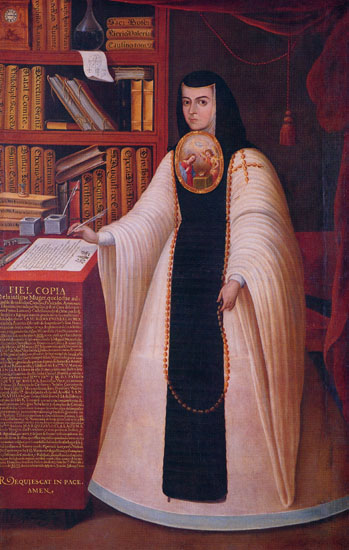
Retrato de Sor Juana, por Juan de Miranda (circa 1680).

Es la obra que mejor refleja el carácter de sor Juana: apasionada por las ciencias y las humanidades, rasgo heterodoxo que podría presagiar la Ilustración. El final de la silva, en el que el Sol vence a la noche, podría interpretarse como el triunfo de la razón frente a los fanatismos y prejuicios. No obstante, a la luz de una lectura más penetrante y minuciosa, el espectro de su interpretación se amplifica y enriquece considerablemente y rebasa el plano hermenéutico de lo meramente utilitario o moral para acceder al plano anagógico, propio de los sueños de anábasis, como es esta silva de sor Juana.
La obra contiene gran variedad de símbolos. La sombra, además de representar el paso al sueño, no representa el mal, como podría interpretarse de manera inmediatista, sino que responde a la importante tradición de la noche órfica presente en los autores espirituales cristianos: es la noche que inspira el acercamiento consciente a lo divino como explicación total del universo mismo. A lo largo de toda la composición poética, las abundantes alusiones mitológicas van entretejiendo una red de sentidos hábilmente calculados por la autora.  Existen, además, rasgos autobiográficos en el poema, pues los versos 704-780 abordan la "sobriedad intelectual", un tema bastante recurrente en la obra de sor Juana.
El juicio de Paz sobre el Primero sueño es tajante: "hay que subrayar la absoluta originalidad de sor Juana, por lo que toca al asunto y al fondo de su poema: no hay en toda la literatura y la poesía españolas de los siglos XVI y XVII nada que se parezca al Primero sueño".
Se trata de la composición filosófica más destacada de sor Juana, en la que se aprecia el uso de tópicos tan conocidos como el carpe diem horaciano o alusiones a la poesía romana de Catulo. No es improbable que la monja, en su afán de emular a Góngora, haya querido componer un segundo "Sueño", lo que determinaría que esta pieza fuera conocida como "Primero sueño". No se conocen las causas por las que jamás emprendió tal proyecto, aunque la mayoría de los estudiosos da por sentado que sí lo planeó.
La imitación del estilo gongorino marca el lenguaje de todo el poema; aunque, mientras Góngora se expresa en un sentido eminentemente estético y descriptivo, sor Juana lo hace en forma de un discurso abstracto. Contrario a lo que pudiera parecer, la obra no tiene nada en común con poemas del mismo título escritos por Francisco de Quevedo y Pedro Calderón de la Barca; es absolutamente original en cuanto al tema y a su desarrollo, aunque se nutre de fuentes milenarias.
Existe un consenso más o menos general entre los críticos sorjuanistas para dividir el poema en tres partes desiguales: "El dormir", "El viaje" y "El despertar". Ello, según Pascual Buxó, se debe al interés de sor Juana por perpetuar la tradición medieval —continuada por autores renacentistas— acerca de la división tripartita del Universo, que a la vez corresponden a las partes del cuerpo humano.
Entre las más conocidas interpretaciones del poema se encuentra la de Octavio Paz, que afirma al respecto:

Primero sueño no es el poema del conocimiento como un vano sueño sino el poema del acto de conocer. Ese acto adopta la forma del sueño, no en el sentido vulgar de la palabra sueño ni en el de ilusión irrealizable, sino en el de viaje espiritual [...] El viaje —sueño lúcido— no termina en una revelación como en los sueños de la tradición del hermetismo y el neoplatonismo, en verdad el poema no termina: el alma titubea, se mira en Faetón y, en esto, el cuerpo despierta. Épica del acto de conocer, el poema es también la confesión de las dudas y las luchas del Entendimiento. Es una confesión que termina en un acto de fe: no en el saber sino en el afán de saber.
Octavio Paz. Sor Juana Inés de la Cruz o las trampas de la fe. México: Fondo de Cultura Económica, 1982, págs. 498-499.